# Fixed at Zero
Fixed At Zero to debiutancki album studyjny amerykańskiej grupy VersaEmerge, grającej alternatywny rock. Album ukazał się 22 czerwca 2010 r., wydany w wytwórni Fueled by Ramen.
Album był dostępny przed sprzedażą na iTunes i w sklepach wytwórni już 11 maja 2010 r.

## Lista utworów
1. Figure It Out
2. Mind Reader
3. Fixed at Zero
4. You'll never know
5. Stranger
6. Redesign me
7. Fire (Aim Your Arrows High)
8. Up there
9. You own Lov.E
10. Mythology
11. Lost Tree
12. Father Sky (utwór dodatkowy)
13. Let Down (utwór dodatkowy)
14. Fixed at zero (acoustic) (utwór dodatkowy)
15. You'll never know (acoustic) (utwór dodatkowy)